# Aspatharia dahomeyensis
Aspatharia dahomeyensis е вид мида от семейство Iridinidae. Видът не е застрашен от изчезване.

## Разпространение
Разпространен е в Бенин, Буркина Фасо, Гамбия, Гана, Гвинея, Гвинея-Бисау, Кот д'Ивоар, Мавритания, Мали, Нигер, Нигерия, Сенегал и Того.